# Gate Burton
Gate Burton – wieś i civil parish w Anglii, w Lincolnshire, w dystrykcie East Lindsey. W 2001 roku civil parish liczyła 48 mieszkańców. Gate Burton jest wspomniana w Domesday Book (1086) jako Borotona/Bortone.